# Philippe Flajolet
Philippe Flajolet (Lyon, 1 de dezembro de 1948 – Paris, 22 de março de 2011) foi um matemático e informático francês.
Philippe Flajolet estudou a partir de 1968 na École polytechnique. Após obter o diploma em 1971 esteve no Institut National de Recherche en Informatique et en Automatique (INRIA), onde permaneceu durante o resto de sua carreira. Em 1976 fundou no instituto o Algol Gruppe com Jean Vuillemin, trabalhando também com Jean-Marc Steyaert. Obteve em 1973 um doutorado na Universidade Paris VII e em 1979 a habilitação (Doctorat és Sciences) em matemática e informática na Universidade Paris-Sul.

## Honrarias
- Membro da Academia Europaea
- 1993 membro correspondente da Académie des Sciences
- 2002 palestrante convidado do Congresso Internacional de Matemáticos em Pequim (Singular combinatorics)
- 2019 Prêmio Leroy P. Steele

## Obras
- An Introduction to the Analysis of Algorithms. 2. Aufl. Addison-Wesley, Boston, Mass. 1995, ISBN 0-201-40009-X (com Robert Sedgewick).
- Analytic Combinatorics. CUP, Cambridge 2009, ISBN 978-0-521-89806-5 (com Robert Sedgewick; PDF, 12,1 MB).
- Random tree models in the analysis of algorithms. INRIA, Rocquencourt 1987 (Rapports de recherche; Bd. 729)
- Singularity analysis of generating functions. University Press, Stanford, Calif. 1988 (com Andrew Odlyzko).